# Miconia melanotricha
Miconia melanotricha là một loài thực vật có hoa trong họ Mua. Loài này được (Triana) Gleason mô tả khoa học đầu tiên năm 1939.